# Орден Австралії
Орден Австралії (англ. Order of Australia) — орден Австралії, запроваджений королевою Єлизаветою II 14 лютого 1975 року «з метою відповідного визнання громадян Австралії на інших осіб в їх досягненнях та добрій службі».
Орден поділяється на громадський і воєнний. Існує 5 ступенів ордена в такому низхідному порядку:
1. Лицар або дама ордена (AK або AD; станом на 2023 рік не присуджують);
2. Компаньйон ордена (AC — не більше 35 в рік);
3. Офіцер ордена (AO — не більше 140 в рік);
4. Член ордена (AM — не більше 605 в рік);
5. Медаль ордена Австралії (OAM — без обмежень).[1][2]

## Орденоносці
Нижче представлені окремі власники ордена Австралії:
- Девід Воррен (AO, 2002)
- Джеймс Гаррісон (OAM, 1999)
- Томмі Еммануель (AM, 2010)
- Карла Зампатті (AM, 1987)
- Віктор Коваленко (OAM, 2012)
- Пітер Косгроув (AM, 1985), (AC, 2000), (AK, 2014)
- Нельсон Мандела (АС, 1999)